# Ikosipodus carolensis
Ikosipodus carolensis är en ringmaskart som beskrevs av Westheide 1982. Ikosipodus carolensis ingår i släktet Ikosipodus och familjen Dorvilleidae.
Artens utbredningsområde är North Carolina. Inga underarter finns listade i Catalogue of Life.